# Vrhovlje pri Kožbani
Vrhovlje pri Kožbani – wieś w Słowenii, w gminie Brda. W 2018 roku liczyła 19 mieszkańców.